# 威尼托自由堡之战
威尼托自由堡之战（德语：Schlacht bei Castelfranco Veneto）发生于1805年11月24日。此役中，法军的两个师与路易·维克多·德·罗汉-盖梅内亲王指挥的奥地利军队的一个旅交锋。奥地利军队穿过阿尔卑斯山深处来到了意大利北部的平原。但是，罗汉亲王的部队被夹在让·雷尼耶和洛朗·古维翁-圣西尔的部队之间，罗汉在突围失败后带领全军投降。此次战役属于拿破仑战争的第三次反法同盟战役的一部分。威尼托自由堡位于威尼斯西北40公里。
1805年10月的乌尔姆战役对于奥地利是一场灾难，当时拿破仑的大军团包围并摧毁了奥地利的主力部队。之后，只有迈克尔·冯·金迈耶的残兵和米哈伊尔·库图佐夫率领的新抵达的俄罗斯军队挡在拿破仑和奥地利首都维也纳之间。得知乌尔姆的消息后，泰申公爵卡尔大公的主力军队开始从意大利北部撤出，奥地利的约翰大公率领的小型军团也撤出提洛伯。在混乱中，罗汉的部队与约翰大公的军队分散了。首先，罗汉试图加入卡尔大公的军队，但最终失败。随后他的部队向南移动，试图与威尼斯的奥地利驻军会合。在史诗般的行军之后，罗汉的旅被逼到了威尼斯附近。第三次反法同盟的最终结果将在12月初的奥斯特利茨战役中决定。

## 行军
由路易·维克多·德·罗汉-盖梅内亲王率领的一个奥军旅与约翰大公的军队失散。罗汉希望加入约翰·冯·希勒中将在意大利的军队，于是他开始向南行军。11月10日，他从提洛伯的兰德克出发，向南行进。为了加入希勒和卡尔大公的军团，他决定前往威尼斯。11月18日，罗汉占领了博尔扎诺，然后将他的旅向南行进到特伦托。从那里，他向东南进入布伦塔河河谷。11月22日，罗汉亲王的部队奇袭法军在巴薩諾-德爾格拉帕的驻军，法军放弃了该地。奥地利军队则继续前进，于第二天晚上到达了威尼托自由堡。11月24日，他的部队被困在让·雷尼耶和洛朗·古维翁-圣西尔的部队之间。奥地利士兵在突围失败后决定投降。

## 投降
让·雷尼耶的师有11个步兵营，共约8,000人，配备有12门火炮，他的部队由瑞士第1步兵团和第10、53、56和62法军步兵团组成。洛朗·古维翁-圣西尔的部队编制则没有记载。
罗汉的骑兵部队包括10个骑兵中队，他的步兵由7个步兵营组成。奥军总共有4,400名士兵、5门火炮和4面军旗被法军俘获。尽管罗汉本人负伤，但奥军于此役中没有报告有人员阵亡。据了解，法军在阻止奥军突围的战斗中共有16名军官伤亡。

## 脚注
1. ↑  Smith & Kudrna, Rohan-Guéméné, Ludwig Victor Fürst von
2. ↑  Smith (1998), 215
3. ↑  Smith (1998), 215. Smith stated that Rohan's force had eight battalions but only named seven.